# René Lesson
René Primevère Lesson (20. března 1794 – 28. dubna 1849) byl francouzský chirurg, přírodovědec, ornitolog a herpetolog.

## Život
Narodil se v Rochefortu. V 16 letech začal navštěvovat tamější námořní lékařskou školu. V době napoleonských válek sloužil ve francouzském námořnictvu, kde nejdříve pracoval v roce 1811 jako třetí chirurg na fregatě Saale, a v roce 1813 povýšil na druhého chirurga na fregatě Regulus. V roce 1816 změnil své zaměření z chirurga na lékárníka. V letech 1822–1825 se účastnil průzkumnické výpravy Louise Duperreyho, lodního kapitána Astrolabe, se kterou obeplul svět. Během této výpravy Lesson společně s Prosperem Garnotem a Julesem d'Urvillem nasbírali řadu exemplářů rostlin a živočichů, které přivezli zpět do Francie (zejména z Austrálie, Nové Guineje, Melanésie a Polynésie). Lesson také pořídil stovky nákresů a kreseb druhů.
Po návratu do Francie se následujících 7 let věnoval popisům obratlovců sesbíraných a spatřených během expedice. Publikoval též monografie a články o kolibřících, rajkovitých, obojživelnících, plazech, zoologii a později i o lékařské námořní chirurgii. V roce 1830 se stal hlavním lékárníkem na fregatě Rochefort. Zemřel v roce 1849.

## Dílo
Lesson poprvé popsal nejméně 86 taxonů, které byly Západnímu světu do té doby neznámé. Mezi jeho publikace patří:
- Manuel d'ornithologie, ou Description des genres et des principales espèces d'oiseaux, 2 svazky, Roret, Paříž, 1828.
- Histoire naturelle des oiseaux-mouches : ouvrage orné de planches dessinées et gravées par les meilleurs artistes, 2 svazky, Arthus Bertrand, Paříž, 1829.
- Histoire naturelle des colibris, suivie d'un supplément à l'histoire naturelle des oiseaux-mouches. Ouvrage orné de planches dessinées et gravées par les meilleurs artistes, et dédié à M. le baron Cuvier, Arthus Bertrand, Paříž, 1830–1831.
- Centurie zoologique, ou, Choix d'animaux rares, nouveaux ou imparfaitement connus: enrichi de planches inédites, dessinées d'après nature par M. Prêtre, gravées et coloriées avec le plus grand soin, F.G. Levrault, Brusel, 1830–1832.
- Traité d'ornithologie, ou Tableau méthodique des ordres, sous-ordres, familles, tribus, genres, sous-genres et races d'oiseaux, Levrault, Paříž, 1831.
- Illustrations de zoologie, ou, Recueil de figures d'animaux peintes d'après nature, Arthus Bertrand, Paříž, 1831–1835.
- Manuel d'Histoire Naturelle Médicale, et de Pharmacographie, ou tábleau synoptique, méthodique et descriptif des produits que la médecine et les arts empruntent à l'histoire naturelle, Roret, Paříž, 1833.
- Flore rochefortine, ou Description des plantes qui croissent spontanément ou qui sont naturalisées aux environs de la ville de Rochefort, [s.n.] Rochefort, 1835.
- Histoire naturelle générale et particulière des mammifères et des oiseaux découverts depuis la mort de Buffon, Pourrat Frères, Paříž, 1834–1836.
- Voyage autour du monde, entrepris par ordre du gouvernement sur la Corvette La Coquille, Pourrat frères, Paříž, 1838–1839.
- Species des mammifères bimanes et quadrumanes, suivi d'un mémoire sur les Oryctéropes, J.-B. Baillière, Paříž, 1840.
- Les trochilidées ou Les colibris et les oiseaux-mouches : suivis d'un index général, dans lequel sont décrites et classées méthodiquement toutes les races et espèces du genre trochilus , Arthus Bertrand, Paříž, 1840.
- Moeurs, instinct et singularités de la vie des Animaux Mammifères, Paulin, Paříž, 1842.
- Fastes historiques. Archéologie, bibliographie, etc. du département de la Charente-Inférieure, coll. Gustav. Bord., Rochefort, 1842.
- Histoire naturelle des zoophytes. Acalèphes, 2 svazky, Roret, Paříž, 1843.
- Notice historique sur l'amiral Dumont d'Urville,... Mémoire envoyé au concours ouvert par l'Académie de Caen en 1844, H. Loustau, Rochefort, 1844.
- Description de mammifères et d'oiseaux récemment découverts; précédée d'un Tableau sur les races humaines, Lévêque, Paříž, Veith, Carlsruhe, F. Bélisard, Pétersbourg, 1847.
- Nouveau manuel complet de l'éleveur d'oiseaux de volière et de cage ou Guide de l'oiselier : contenant la description des genres et des principales espèces d'oiseaux indigènes et exotiques, nouveau édition, Roret, Paříž, 1867.